# Le Voile des illusions (film, 2006)
Pour les articles homonymes, voir Le Voile des illusions.
Pour plus de détails, voir Fiche technique et Distribution.
Le Voile des illusions (The Painted Veil) est un film sino-américain réalisé par John Curran d'après le roman La Passe dangereuse, sorti en 2006.

## Synopsis
Kitty Garstin, une belle jeune femme plutôt frivole de la haute société londonienne des années 1920, la trentaine avancée et toujours célibataire, est pressée de se marier par ses parents qui arrangent, à son insu, une rencontre avec le bactériologiste Walter Fane. Celui-ci, conventionnel et compassé, est déjà très amoureux de Kitty alors qu'elle l'a à peine remarqué. Lorsqu'il lui demande de l'épouser, elle temporise jusqu'à ce qu'elle découvre que le mariage a été prémédité par sa famille. Sans autre possibilité d’enfin échapper à l'emprise de sa mère, elle accepte.
Le couple part pour la Chine où Walter est délégué par le gouvernement britannique au département de la recherche de Shanghai. Kitty, désœuvrée, s'éprend d'un homme marié, le séduisant diplomate Charlie Townsend, avec lequel elle entame une liaison. Walter ne tarde pas à découvrir l'adultère de sa femme et, ulcéré, lui signifie son intention de demander le divorce. Kitty reste désemparée, car, à l'époque, le divorce au profit du mari était encore infamant pour la femme. Walter propose alors de lui accorder le divorce en sa faveur à condition qu'elle fasse un mariage respectable avec Charlie qui prétend vouloir divorcer pour elle sinon elle devra l'accompagner dans sa mission médicale au fin fond du sud de la Chine (où sévit une grave épidémie de choléra).
Les illusions de Kitty s'effondrent devant le refus poli de son amant et elle n'a plus qu'à suivre Walter qui connaissait déjà le passé de Charlie Townsend. Tandis que Walter, profondément meurtri, se mure dans un profond mutisme et s'immerge dans sa mission, Kitty connaît l'isolement et une vie précaire dans une région où le choléra provoque une hécatombe. De surcroît, les Britanniques sont bientôt menacés par des groupuscules chinois à la suite d'un malheureux affrontement.
Par l'intermédiaire de leur seul et dévoué voisin, Waddington, Kitty rencontre la mère supérieure du couvent français. Les religieuses sont aussi victimes de l'épidémie et Kitty commence alors à œuvrer pour le couvent. En même temps que, par son dévouement, Kitty devient plus mûre et responsable, Walter se défait de son inflexibilité et son regard sur Kitty se fait moins sévère. Le couple va petit à petit se régénérer en affrontant de multiples épreuves…

## Fiche technique
- Titre original : The Painted Veil
- Titre chinois : 面纱
- Titre français : Le Voile des illusions
- Réalisation : John Curran et John Mahaffie (réalisateur seconde équipe)
- Scénario : Ron Nyswaner d'après le roman de William Somerset Maugham, La Passe dangereuse (The Painted Veil, 1925)
- Assistant réalisation : Phil Jones
- Direction artistique : Peta Lawson
- Décors : Juhua Tu
- Costumes : Ruth Myers
- Photographie : Stuart Dryburgh
- Son : David Lee, Skip Lievsay
- Montage : Alexandre de Franceschi
- Musique : Alexandre Desplat
- Chorégraphie : James Szyszko
- Producteurs : Sara Colleton, Jean-François Fonlupt, Bob Yari, Edward Norton, Naomi Watts, Yasmine Golchan (coproductrice)
- Sociétés de production : Warner China Film HG Corporation (Chine), Warner Independent Pictures (États-Unis), Bob Yari Productions (États-Unis), Class 5 Films (États-Unis), The Colleton Company (États-Unis), The Mark Gordon Company (États-Unis)
- Sociétés de distribution : Metropolitan Filmexport (France), Warner Independent Pictures (États-Unis), Warner Home Video (États-Unis, Pays-Bas)
- Pays de production :  Chine,  États-Unis
- Langues originales : anglais, français, mandarin
- Format : 35 mm — couleur (DeLuxe) — 2.35:1 (Panavision) — son Dolby Digital SDDS
- Genre : drame
- Durée : 126 minutes
- Dates de sortie : 
  - États-Unis : 20 décembre 2006
  - France : 7 mars 2007
- (fr) Classification et visa CNC : tous publics, visa d'exploitation no 117118 délivré le 20 février 2007

## Distribution

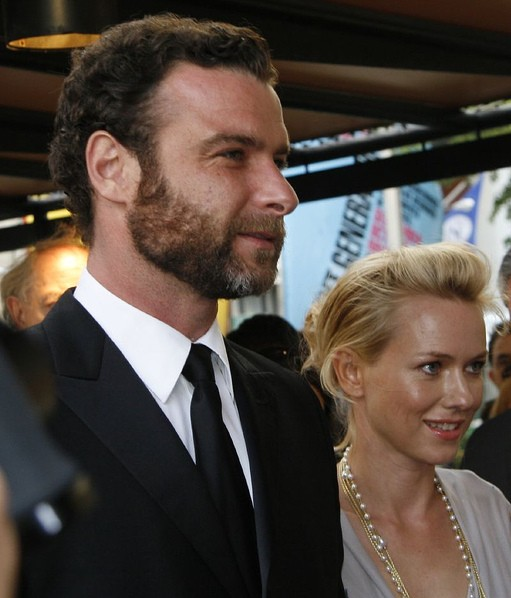
Liev Schreiber et Naomi Watts en 2006, année de sortie du film.

- Naomi Watts (VF : Hélène Bizot) : Kitty Fane
- Edward Norton (VF : Damien Boisseau) : Walter Fane
- Liev Schreiber (VF : Éric Herson-Macarel) : Charlie Townsend
- Toby Jones (VF : Jean-Pol Brissart) : Waddington
- Diana Rigg (VF : Michelle Bardollet) : la mère supérieure
- Anthony Wong Chau-Sang (VF : Omar Yami) : le colonel Yu
- Feng Li (Feng Ligang) : Sung Ching, le soldat « garde du corps » de Kitty
- Marie-Laure Descoureaux : sœur Saint-Joseph
- Lu Yan[Note 2] : Wan Xi, la compagne de Waddington

## Production

### Tournage
- Période de prises de vue : 15 août au 7 novembre 2005[1].
- Intérieurs : Beijing Film Studios et Shanghai Film Studios (Shanghai).
- Extérieurs en Chine : Pékin, région du Guangxi, Shanghai.

Tournage extérieur en Chine
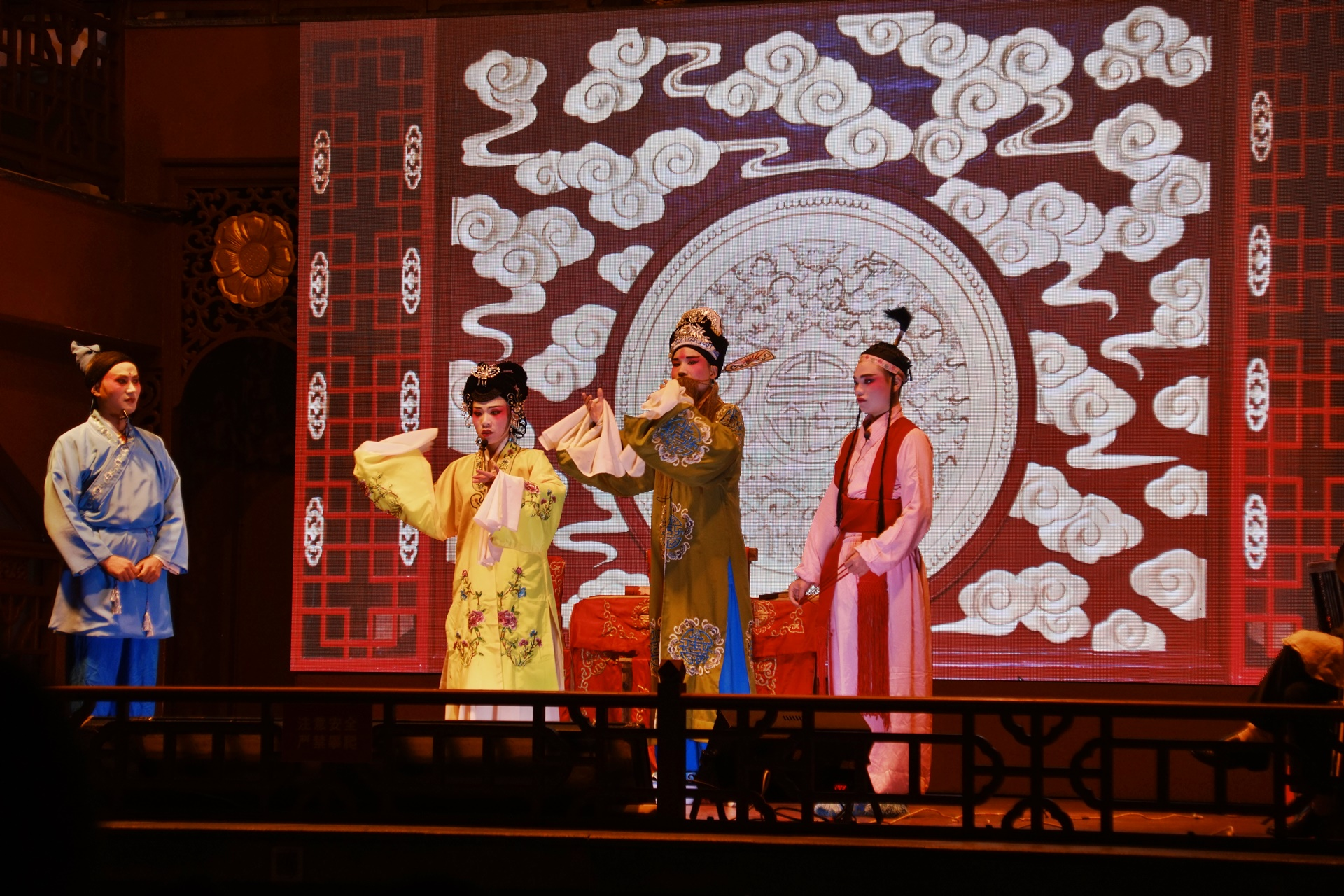
Scène d'un « opéra des fleurs et tambours » : Chángshā huāgǔxì.
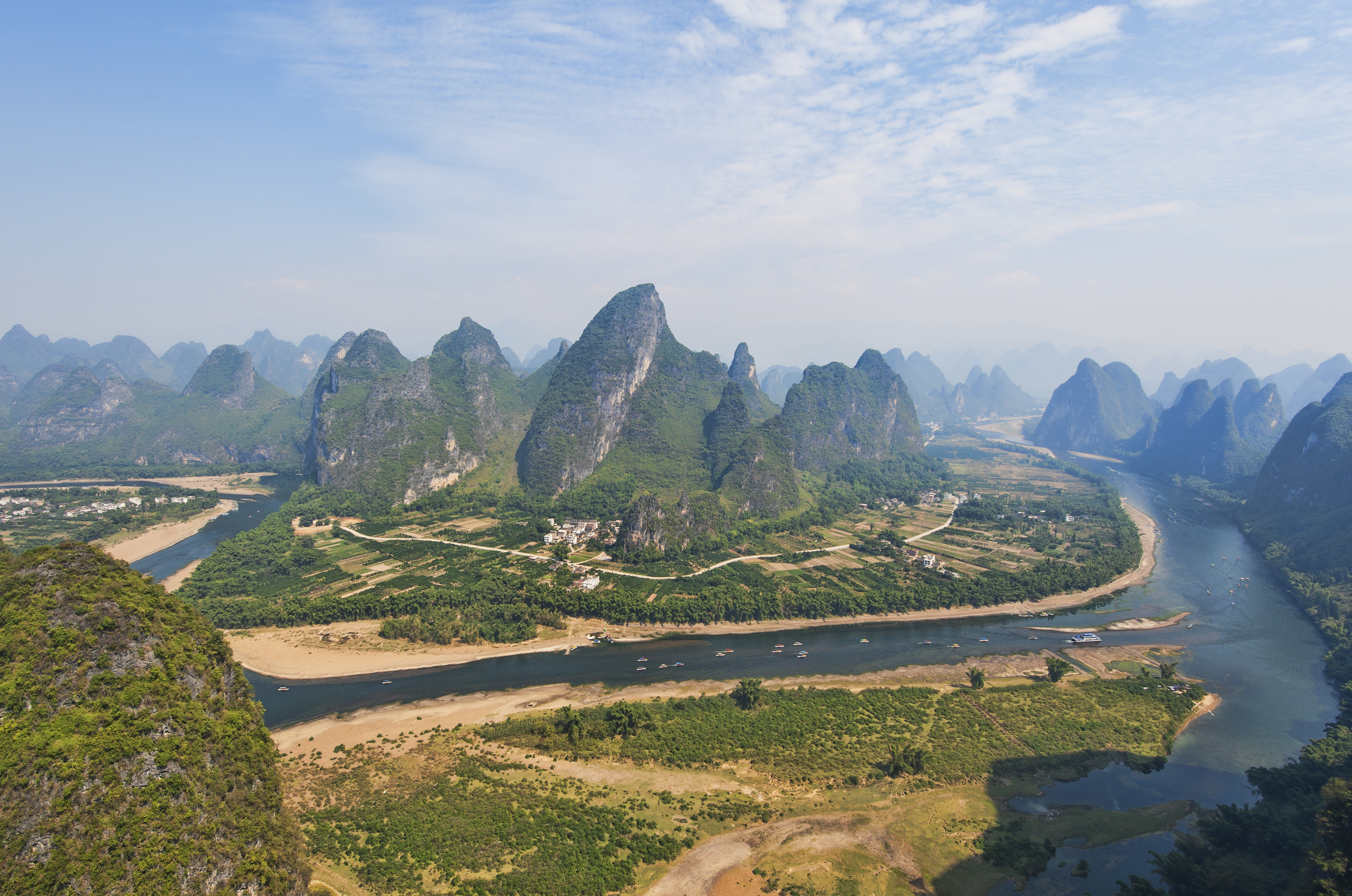
Panorama des méandres de la rivière Li.
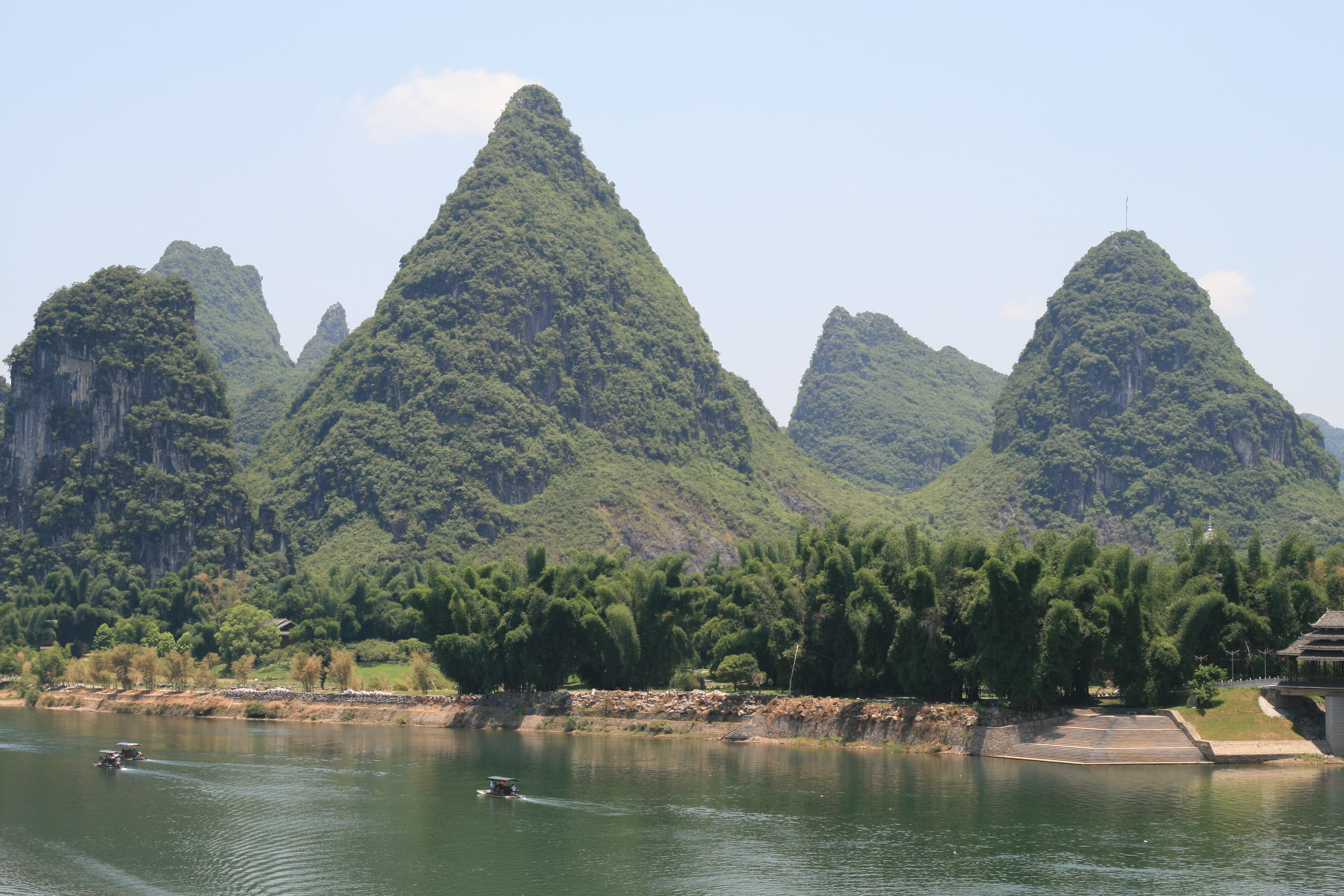
Pics karstiques caractéristiques et forêt de bambous sur les rives de la rivière Li[Note 3].
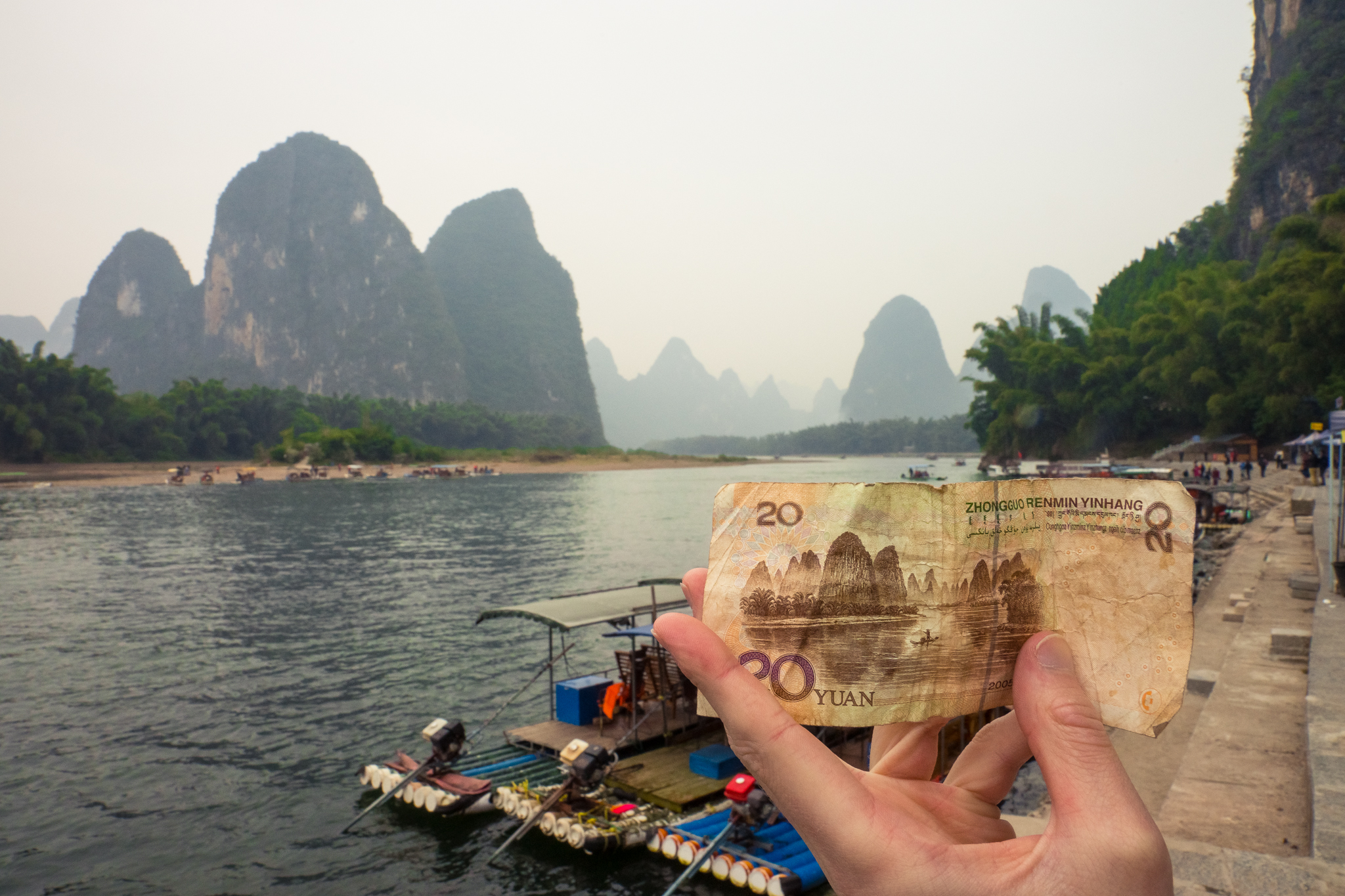
À la périphérie de la ville de Xingping, vue illustrant le billet de 20 Yuans.
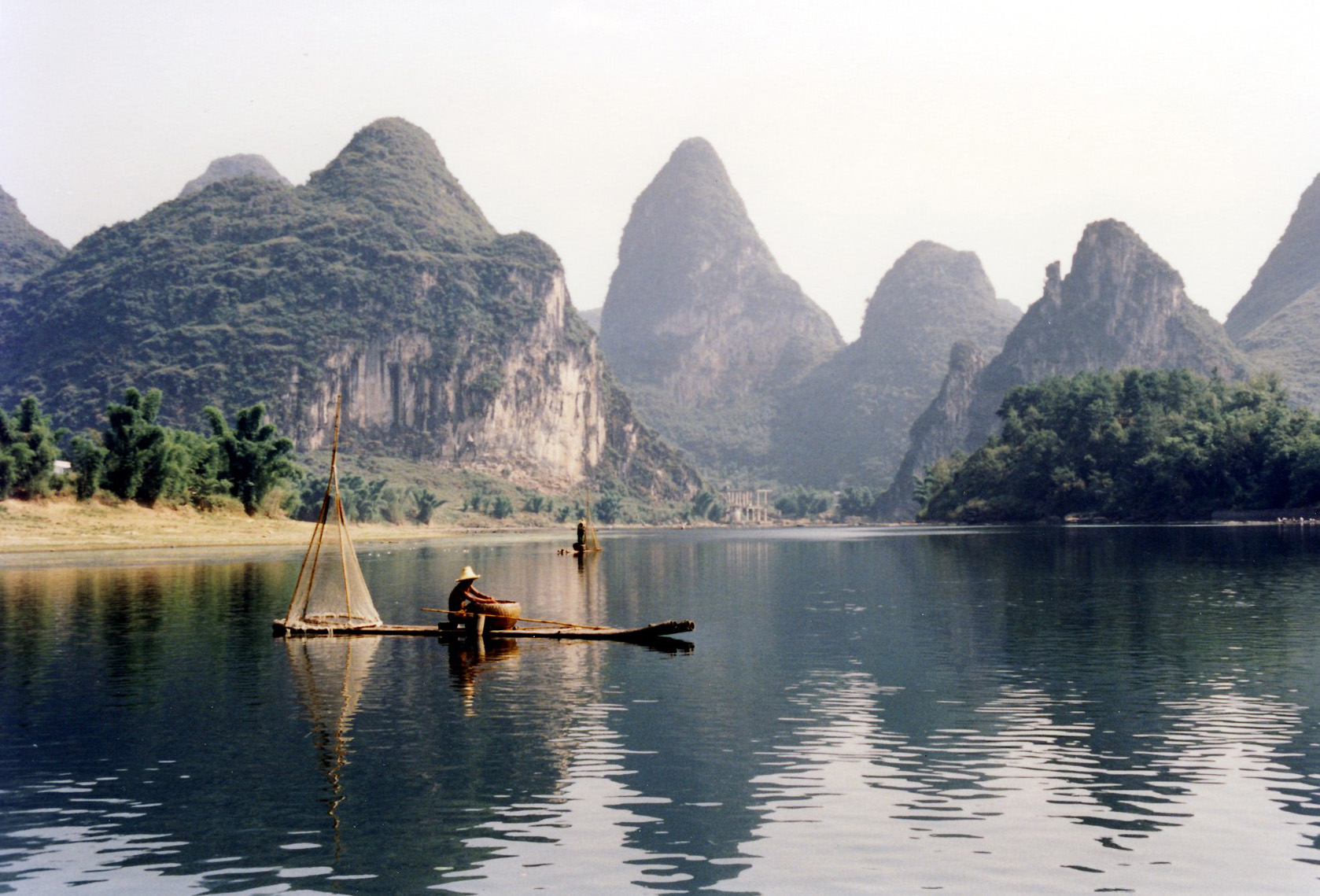
Pêcheur sur la rivière Li.
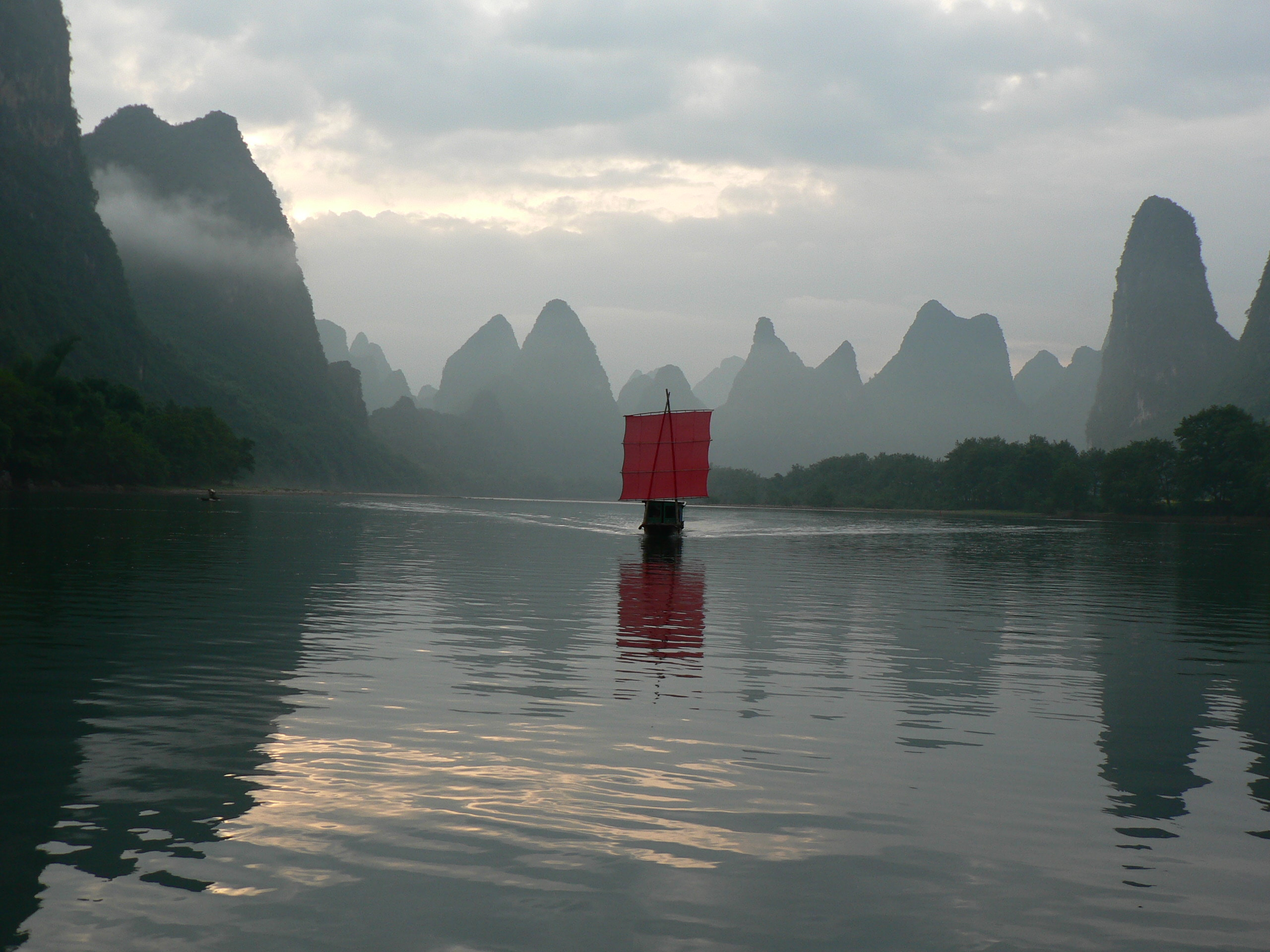
Jonque sur la rivière Li.
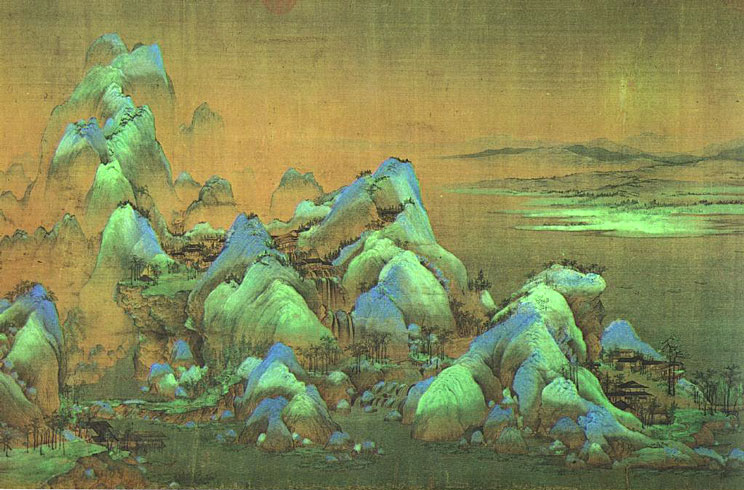
Détail de l'œuvre Mille lis de rivières et montagnes (千里江山图) de Wang Ximeng (peinture sur soie, XIIe siècle)[Note 4].
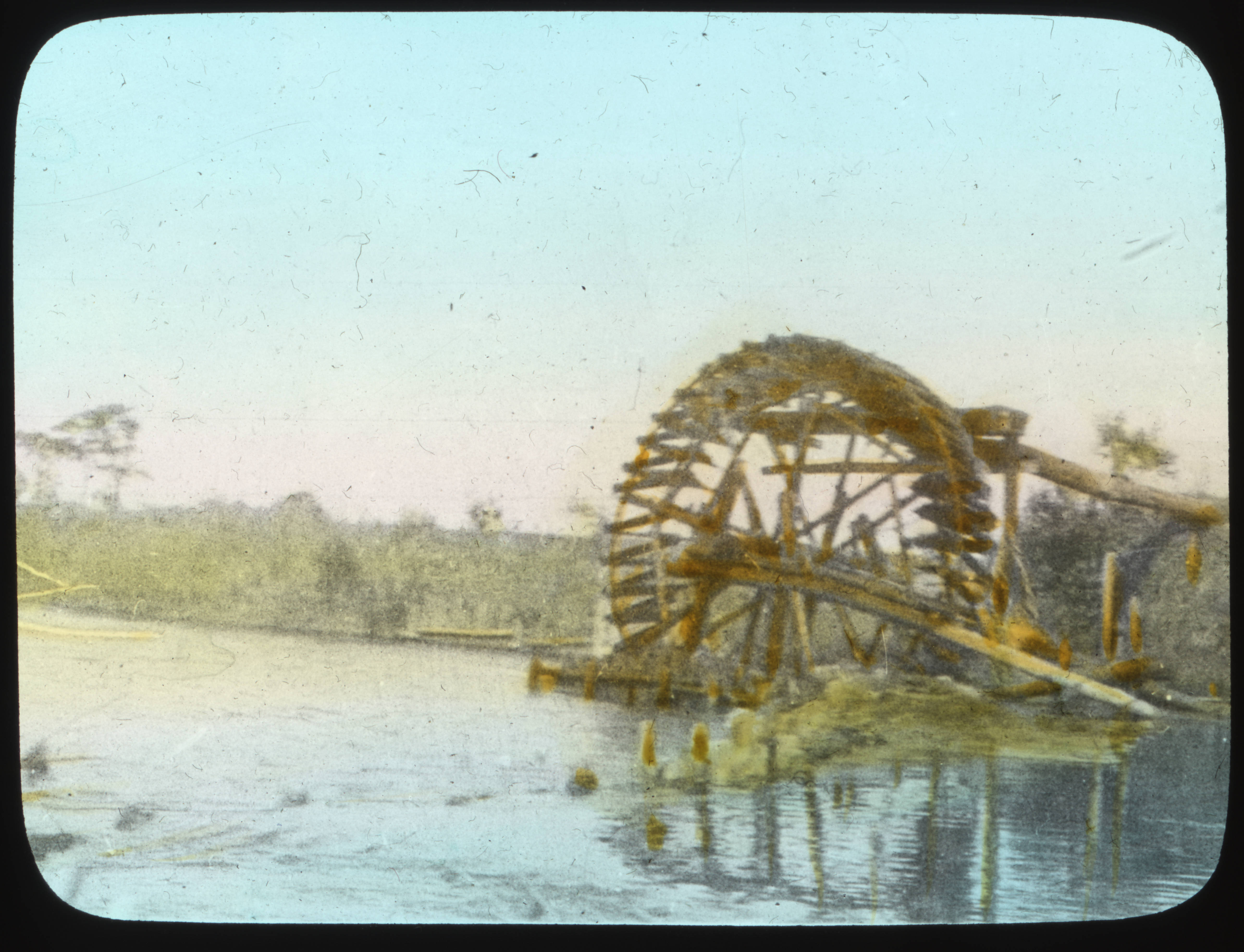
Roue d'irrigation à Hunan (1917-1923)[Note 5].

### Musique
- Musiques additionnelles[2] :
  - Gnossienne 1 d'Erik Satie interprété au piano par Lang Lang,
  - Reste avec moi (Abide with Me), hymne chrétien, paroles d’Henry Francis Lyte et musique de William Henry Monk, arrangé par Evan Chen et interprété par The Choir of the Beijing Takahashi Culture and Art Centre (Chine),
  - Su San Qi Jie[Note 6], chant traditionnel chinois arrangé et interprété par Liu Zheng,
  - Il court, il court, le furet, chant traditionnel français arrangé par Evan Chen et interprété par The Choir of the Beijing Takahashi Culture and Art Centre,
  - À la claire fontaine, chant traditionnel francophone (France/Québec) interprété par Les Petits Minous (solistes Nicole Porebski et Lila Descamps), piano Roger Pouly, avec la participation de The Choir of the Beijing Takahashi Culture and Art Centre.

## Accueil
- Le Journal du dimanche[3]: « Ce drame romantique étudie avec minutie la désagrégation d'un couple à la suite de la trahison, le poids de la culpabilité et l'apprentissage du pardon. […] Ici, la passion cède à la répression, un parti pris qui se révèle rapidement frustrant. Reste une vision réaliste de la Chine de l'époque s'élevant contre le colonialisme ».
- Première[4] : « Jamais anachronique, plus classe que classique, le film de Curran se paie le luxe de paraître moderne alors qu’il se déroule dans la Chine de 1925. Les décors naturels sont éblouissants, comme le duo de comédiens, possédé par une fièvre assez rare sur les écrans ».
- Télé 7 jours[5] : « La romance, inspirée de La Passe dangereuse, le beau roman de William Somerset Maugham, s’inscrit dans la pure tradition des histoires d’amour épiques hollywoodiennes. C’est la beauté des images qui prévaut dans l'étrange voyage initiatique, quoiqu’un peu long, au cœur de la Chine du sud, personnage à part entière, et superbement filmée ».
- Critikat[6] : « Le Voile des illusions est une œuvre empreinte d’une nostalgie fantasmée, de cet état onirique que le cinéma continue de transmettre avec brillance, ignorant les modes passagères. Que ce soit par l’utilisation efficiente du cinémascope[Note 7], de ses couleurs flamboyantes ou par un penchant pour le mélodrame rétro, le film de Curran adopte une forme classique sans fioritures, « polie » dirons certains. Or c’est par là-même que Le Voile des illusions parvient à transcrire en images et en musique (Alexandre Desplat a eu droit à un Golden Globe bien mérité pour sa partition) le lyrisme du romancier britannique. [...] Le choléra, maladie visuellement insoutenable, inonde par bribes la pellicule de son bleu nuit, menaçant de ce fait les protagonistes qui vont jusqu'à jouer à une sorte de roulette russe, avalant des aliments crus et probablement contaminés dans une scène emplie de désespoir. L’environnement dans lequel se retrouve Kitty, qui est passée de Londres à Shanghaï pour finir dans un village où les étrangers sont insultés et pourchassés (« cochons impérialistes ! »), la réduit à assister à la servitude de l’humain (une jeune femme nue est aperçue au milieu de cages d’oiseaux…), à l’occupation de la Chine, tout en étant elle-même le jouet d’une institution, le mariage. Ainsi, John Curran donne une dimension magistrale aux émotions de Kitty, et crée un climat qui restitue parfaitement l’allégorie du malaise féminin. [...] Le Voile des illusions est sensiblement proche du Narcisse noir : occidentaux humanistes happés par un lieu où l’agitation des sens rend impossible toute rigueur vertueuse, nonnes bienveillantes mais adeptes du prosélytisme… En gardant une approche sensationnaliste et rétrograde, John Curran ne cherche pas à actualiser son film, à le placer sous la bannière d’un cinéma révisionniste. Il réussit alors à ne pas plonger le colonialisme anglais dans un propos moralisateur et laisse son film vivre indépendamment de tout cynisme, avec comme conclusion une recrudescence des flux : brouillard qui se dissipe, eau abondante, larmes rédemptrices. L’amour à sens unique, c’est déjà une destination. »

## Distinctions

### Récompenses
- Boston Society of Film Critics 2006 : prix de la meilleure photographie à Stuart Dryburgh (2e place).
- Hollywood Foreign Press Association 2006 : prix de la meilleure musique originale à Alexandre Desplat.
- Los Angeles Film Critics Association 2006 : prix de la meilleure musique de film à Alexandre Desplat.
- National Board of Review 2006 : prix du meilleur scénario adapté à Ron Nyswaner.
- San Diego Film Critics Society Awards 2006 : prix spécial à Edward Norton, également pour ses rôles dans L'illusionniste (2006) et Down in the Valley (2005).
- Golden Globes 2007 : Alexandre Desplat lauréat du Golden Globe Award : Meilleure musique de film.
- World Soundtrack Awards 2007 : prix du meilleur compositeur de BO de l'année à Alexandre Desplat, également pour la musique du film The Queen (2006).
- Australian Screen Editors (en) 2008 : Avid Award du meilleur montage d'un long métrage à Alexandre de Franceschi.

### Nominations
- National Board of Review 2006 : nomination pour le prix du meilleur film.
- Independent Spirit Awards 2007 : 
  - Edward Norton nommé pour le prix du meilleur acteur,
  - Ron Nyswaner nommé pour le prix du meilleur scénario.
- London Critics Circle Film Awards 2008 : Toby Jones nommé pour l'ALFS Award du meilleur acteur britannique de l'année dans un second rôle.